# Свято-Михайлівська церква (Вишка)
Церква Святого Михаїла — дерев'яна церква, пам'ятка архітектури національного значення. Розташовується у селі Вишка, яке знаходиться у Великоберезнянському районі Закарпатської області. Охоронний номер — 0700217.

## Історія

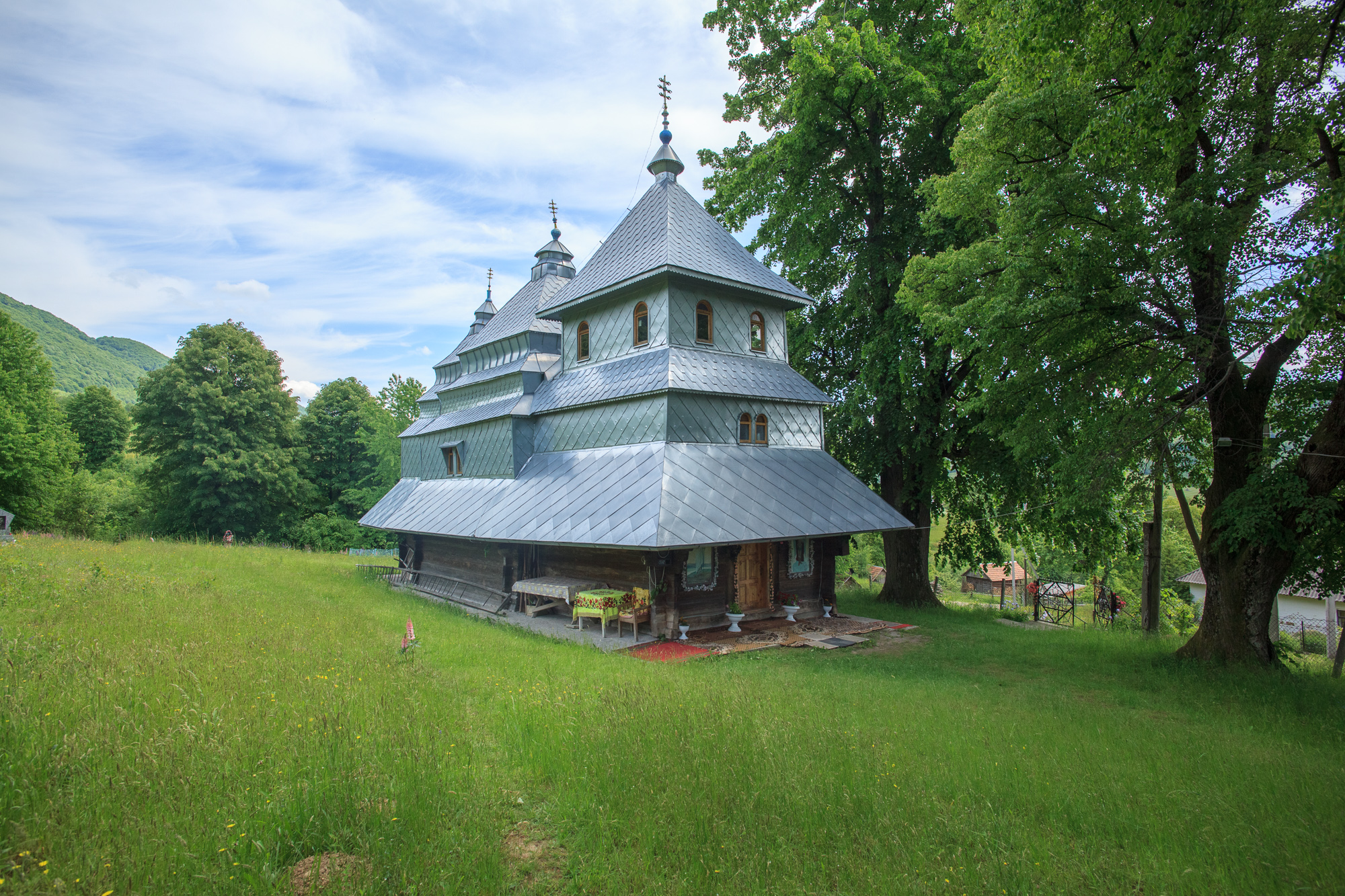

До виникнення Михайлівської церкви, у селі Вишка було два храми, проте вони були знищені. Точна дата побудови Михайлівської церкви до сих пір не відома. Міститься інформація про різні періоди її виникнення: вона може бути створена у 17 столітті, у 1700 році чи у другій половині 18 століття. Майстри, які брали участь у її будівництві, також були зайняті при будівництві храму в селі Сухому, який був зведений на декілька років пізніше. Існують думки, що церква у селі Вишка могла слугувати для них прикладом при будівництві. У 1924 році один із церковних дзвонів був відлитий Ф. Еґрі. У 1991 році відбулось перекриття даху новим гонтом. У 1995—1996 роках інтер'єр оббили фанерою та розмалювали. Участь у цьому брали майстри Ілля Приймич та Василь Павліщук. У кінці 20 століття покриття даху церкви замінили бляхою і це зруйнувало її первинний вигляд. Церковні двері також були замінені. В радянські часи церква охоронялась як пам'ятка архітектури Української РСР (№ 1121). Церковником Михайлівського храму з початку 21 століття є Михайло Митро. В наш час про стан церкви піклуються парафіяни.

## Архітектура

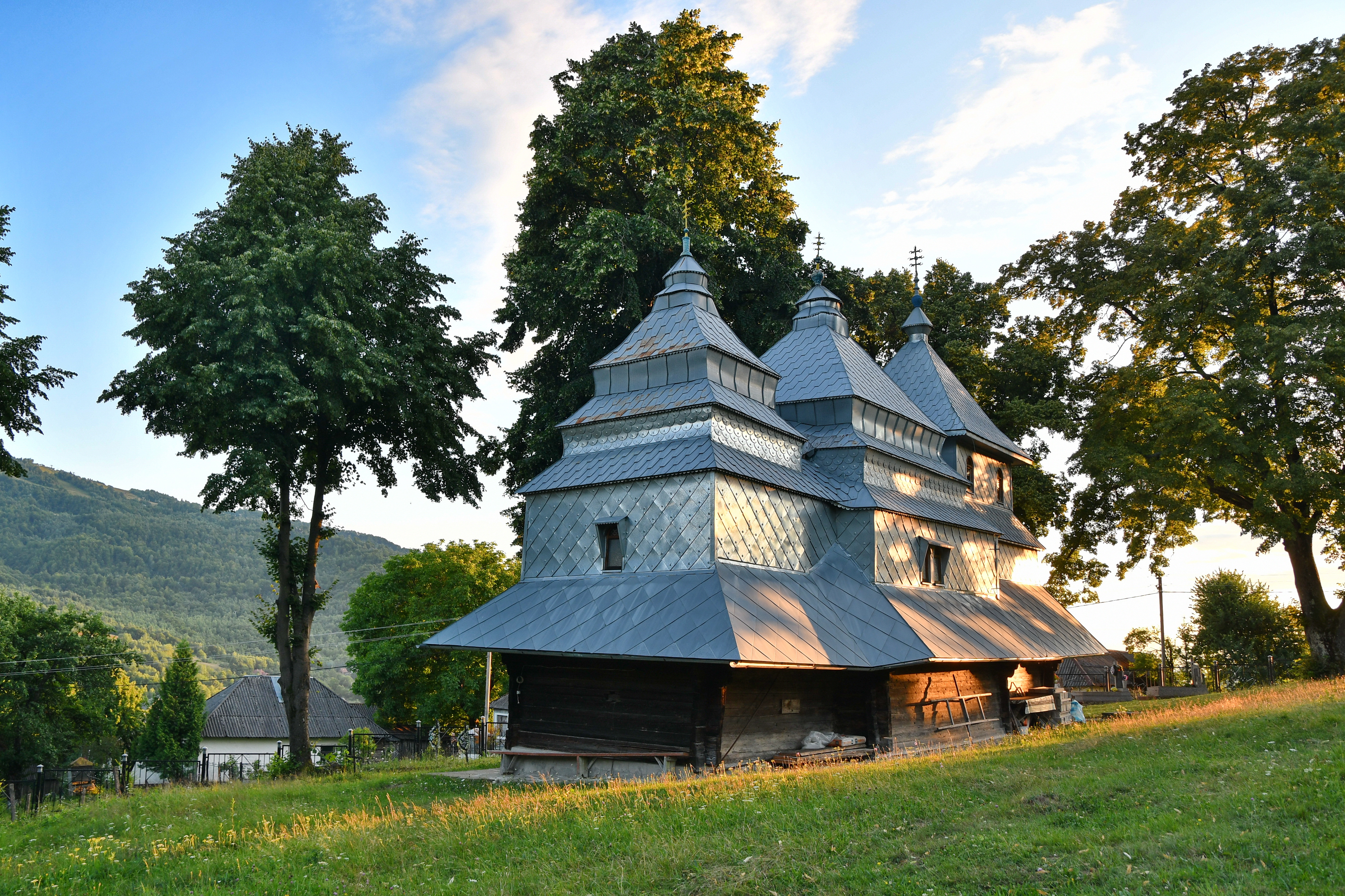

Споруда збудована у стилі народної школи дерев'яного зодчества. Вона містить перехідні елементи від бойківської архітектури до лемківської. Для будівництва споруди використовувались ялинкові бруси, зрублені на схилах гори Красії. Згідно інших джерел, застосовувались букові бруси. Цвяхи не використовувались. Михайлівська церква височіє на кам'яному фундаменті. Церква триверха, тризрубна. Центральний зруб наближається до квадратної форми, його ширина більша, ніж у інших зрубів. Всі зруби церкви мають нахил до середини.
У другій половині 18 столітті у зовнішньому вигляді церкви відбулись зміни. Шатровий верх, який знаходився над бабинцем, був замінений на каркасну дзвіницю. Вона мала більшу висоту у порівнянні з центральним верхом. По периметру четверика цього яруса міститься непомітна аркада голосників. Емпори розташовані над бабинцем.
Для обшивки стін та даху використовувався гонт різного типу. Багатоступінчасті верхи в середині не мають перекриття. Шатрові верхи церкви мають два заломи. Їх завершують маківки. Гонт на стінах був викладений у ялинковій формі. У церкві збережені деякі зразки декоративно-прикладного мистецтва початку 18 століття. Розміри сучасної церкви 5,1х15,7 метрів. Церковні віконні конструкції мають стародавню систему захисту від зовнішніх несприятливих погодних факторів: бокові дощечки фігурно вирізані, ними підтримується ґонтовий дашок. Церковна вежа має три дзвони, один із них містить надпис.